# Clube de Bilderberg
Grupo Bilderberg, Conferência de Bilderberg, Reuniões de Bilderberg ou Clube de Bilderberg é uma conferência anual privada estabelecida em 1954 para cerca de 150 especialistas em indústria, finanças, educação e meios de comunicação que fazem parte da elite política e econômica da Europa e da América anglo-saxônica.

## Origem
A primeira conferência foi realizada no Hotel de Bilderberg em Oosterbeek, Países Baixos, de 29 a 31 maio de 1954. O encontro foi iniciado por várias pessoas, como o político polonês exilado Józef Retinger, que estava preocupado com o crescimento do antiamericanismo na Europa Ocidental e propôs uma conferência internacional em que líderes de países europeus e dos Estados Unidos reuniriam-se com o objetivo de promover o atlantismo e a cooperação entre as culturas norte-americana e europeia em matéria de política, economia e questões de defesa.
Retinger aproximou-se do príncipe Bernardo de Lippe-Biesterfeld, que concordou em promover a ideia, ao lado do ex-primeiro-ministro belga Paul van Zeeland e do então chefe da Unilever, o holandês Paul Rijkens. Bernardo por sua vez contactou Walter Bedell Smith, então chefe da CIA, que pediu a Eisenhower consultar Charles Douglas Jackson sobre a sugestão. A lista de convidados teria que ser formada através do convite de dois participantes de cada nação, sendo que cada um representaria os pontos de vista "conservador" e "liberal". Cinquenta delegados de 11 países da Europa Ocidental participaram da primeira conferência, além de 11 estadunidenses.
O sucesso do encontro fez com que os organizadores criassem uma conferência anual. Um comitê diretivo permanente foi estabelecido, sendo que Retinger foi nomeado o secretário permanente. Assim como a organização da conferência, o comitê diretivo também manteve um registro dos nomes dos participantes e detalhes de contato para criar uma rede informal de indivíduos, que poderiam se comunicar de maneira privada. As conferências foram realizadas na França, Alemanha e Dinamarca ao longo dos três anos seguintes. Em 1957, a primeira conferência dos Estados Unidos foi realizada em St. Simons, Geórgia, com apoio de 30 mil dólares da Fundação Ford, que também financiou as conferências de 1959 e 1963.

## Atividades e objetivos
A meta original do grupo era a de promover o atlantismo, de reforçar as relações entre Estados Unidos e Europa e prevenir que outra guerra mundial acontecesse; o objetivo do Grupo Bilderberg é "reforçar um consenso em torno do capitalismo ocidental de livre mercado e os seus interesses em todo o mundo", de acordo com Andrew Kakabadse. Em 2001, Denis Healey, um dos fundadores do grupo de Bilderberg e membro do comitê diretivo por 30 anos, afirmou: "dizer que estávamos lutando por um governo mundial é exagerado, mas não totalmente injusto. Nós no Bilderberg sentimos que não poderíamos continuar a estabelecer conflitos uns contra os outros por nada, ao matar pessoas e criar milhões de desabrigados. Por isso, sentimos que uma única comunidade global seria uma coisa boa."
De acordo com o ex-presidente Étienne Davignon, em 2011, uma grande atração das reuniões do grupo de Bilderberg é que elas fornecem uma oportunidade para que os participantes falem e debatam abertamente e descubram o que as principais figuras mundiais realmente acham sem o risco de que comentários descontextualizados sejam usados pela mídia para a criação de controvérsias. Em 2008, um comunicado a imprensa do "American Friends of Bilderberg" afirmou que "a única atividade do Bilderberg é sua conferência anual e que, nas reuniões, não há a emissão de propostas de resoluções, votações ou declarações políticas". No entanto, em novembro de 2009, o grupo organizou um jantar no Château de Val-Duchesse, em Bruxelas, na Bélgica, fora da sua conferência anual e para promover a candidatura de Herman Van Rompuy para a presidência do Conselho Europeu.

## Estrutura organizacional

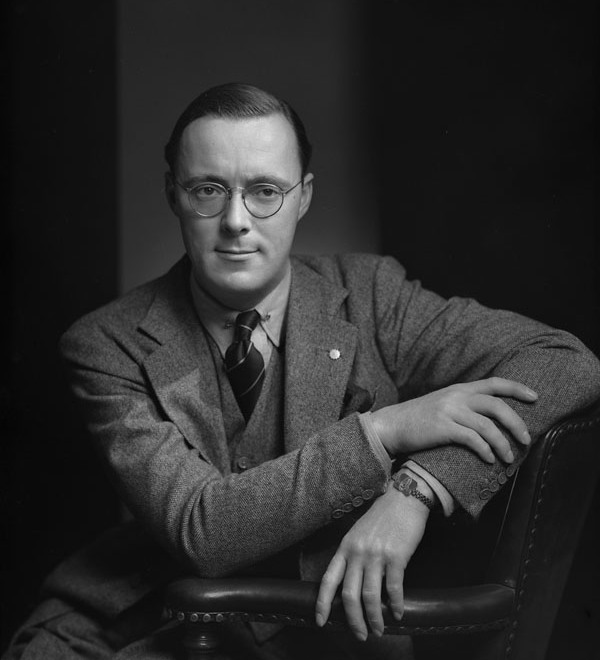
Bernardo de Lippe-Biesterfeld em 1942

As reuniões são organizadas por um comitê diretivo com dois membros de cada uma das cerca de 18 nações participantes. O presidente e o secretário-geral honorário emitem mensagens oficiais. As regras do grupo não incluem uma categoria de membros, mas ex-participantes recebem relatórios sobre a conferência anual. A única categoria que existe é "membro do comitê diretivo." Além do comitê, há um grupo consultivo separado com sobreposição de adesão.
O economista holandês Ernst van der Beugel se tornou secretário permanente em 1960, após a morte de Retinger. O príncipe Bernardo continuou a servir como presidente da conferência até 1976, o ano do seu envolvimento no caso Lockheed. A posição do Secretário Geral Honorário estadunidense tem sido exercida sucessivamente por Joseph E. Johnson, do Carnegie Endowment, William Bundy, de Princeton, Theodore L. Eliot Jr., ex-embaixador dos EUA no Afeganistão, e Casimir A. Yost, do Instituto da Universidade de Georgetown para o Estudo da Diplomacia.
De acordo com James A. Bill, o "comitê diretivo geralmente se reúne duas vezes por ano para planejar os programas e para discutir a lista de participantes."

### Presidentes do comitê diretivo
- Bernardo de Lippe-Biesterfeld (1954-1975)[17]
- Alec Douglas-Home (1977-1980)[17]
- Walter Scheel (1981-1985)[18][19]
- Eric Roll (1986-1989)[20]
- Peter Carington, 6.º Barão Carrington (1990-1998)[5][21]
- Étienne Davignon, Visconde de Davignon (1999-2011)[10][22][23]
- Henri de Castries (desde 2012)[24]

## Participantes

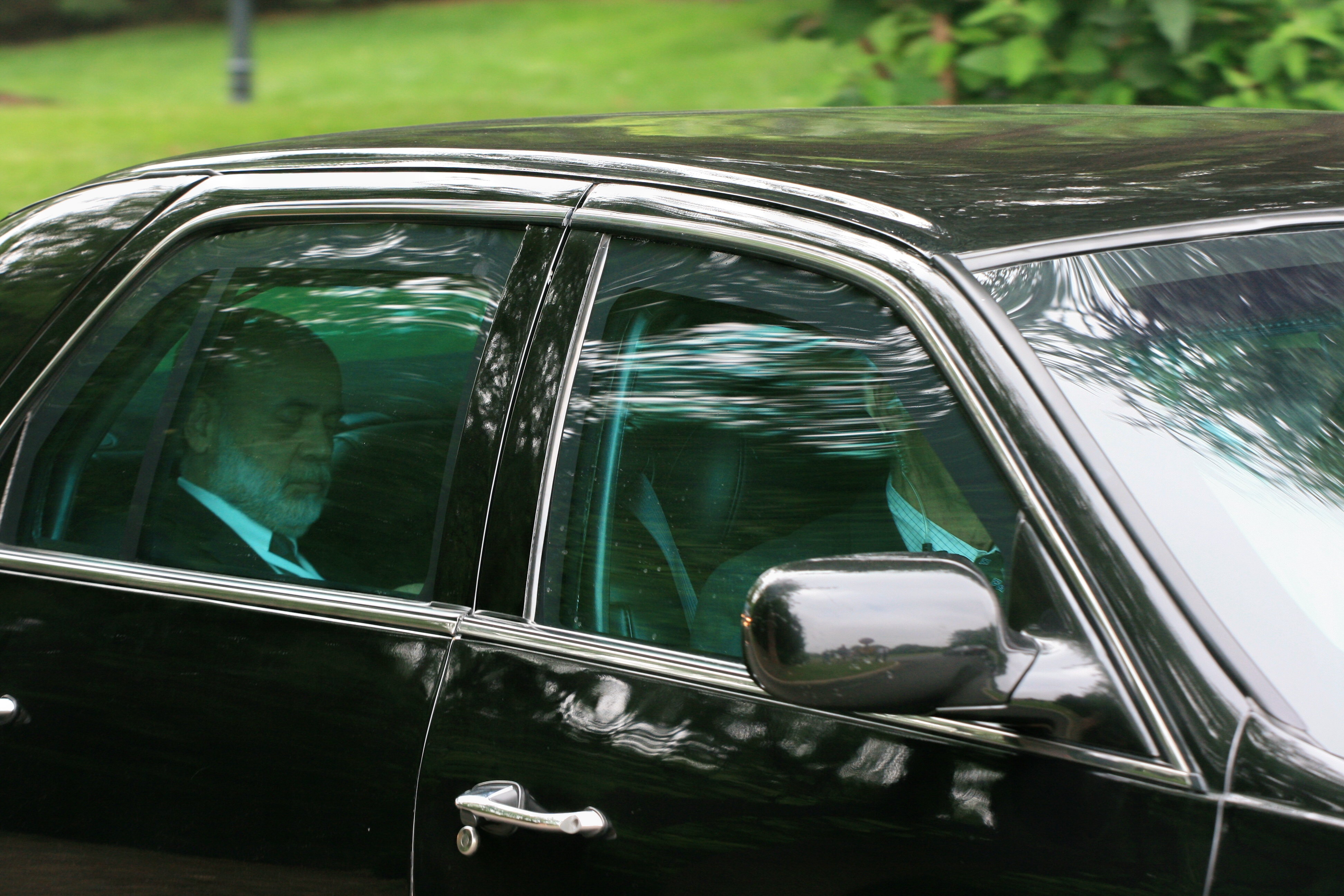
Ben Bernanke deixando a Conferência de Bilderberg de 2008.

Cerca de dois terços dos participantes vêm da Europa e o resto da América do Norte; inclusive a família real britânica participa desse clube.Um terço são políticos e o restante vêm de outros áreas. Historicamente, as listas de participantes foram preenchidas por banqueiros, políticos, diretores de grandes empresas e membros do conselho de grandes empresas de capital aberto, incluindo IBM, Xerox, Royal Dutch Shell, Nokia e Daimler. Existem reuniões para chefes de estado, como o ex-rei Juan Carlos I da Espanha e a ex-rainha Beatrix dos Países Baixos. Uma fonte ligada ao grupo disse o Daily Telegraph em 2013 que outros indivíduos, cujos nomes não são divulgados, às vezes chegam "apenas no dia" para as reuniões do grupo.

## Críticas
Em parte por causa de seus métodos de trabalho para garantir a estrita privacidade, o Grupo Bilderberg tem sido criticado por sua falta de transparência e prestação de contas. A natureza não revelada do processo deu origem a várias teorias da conspiração. Essa perspectiva tem sido popular em ambos os extremos do espectro político, mesmo quando eles discordam sobre a natureza exata das intenções do grupo. Alguns da esquerda acusam o grupo de Bilderberg de conspirar para impor a dominação capitalista, enquanto alguns à direita acusaram o grupo de conspirar para impor um governo mundial e uma economia planificada.
Em 2005, Davignon comentou as acusações de que o grupo luta por um governo mundial para a BBC: "É inevitável e sempre haverá pessoas que acreditam em conspirações, mas as coisas acontecem de uma forma muito mais incoerente. ... Quando as pessoas dizem que este é um governo mundial secreto, eu digo que, se tivéssemos um governo mundial secreto, deveríamos então ter absoluta vergonha de nós mesmos."
Em agosto de 2010, o ex-presidente cubano Fidel Castro escreveu um artigo controverso para o cubano jornal do Partido Comunista de Cuba, o Granma, no qual ele citou o livro de Daniel Estulin, Os segredos do Clube Bilderberg, de 2006, que descreve "panelinhas sinistras e os lobistas Bilderberg 'manipulam o público' para instalar um governo mundial que não conhece fronteiras e não é responsável perante ninguém, exceto a si mesmo."
Os defensores da teoria da conspiração Bilderberg nos Estados Unidos incluem indivíduos e grupos como a John Birch Society, o ativista político Lyndon LaRouche, o radialista Alex Jones e o político Jesse Ventura, que fez do grupo de Bilderberg o alvo de um episódio de 2009 da sua telessérie Conspiracy Theory with Jesse Ventura.
Preocupações sobre lobbying têm surgido. Ian Richardson vê Bilderberg como a elite do poder transnacional "uma parte integral e, até certo ponto, crítica do sistema atual de governança global" e que "não age pelo interesse coletivo."